# Bodlákové
Bodlákové (Carduoideae) jsou podčeleď rostlin z čeledi hvězdnicovitých (Asteraceae). S počtem 83 rodů a 2500–2800 druhů jsou její třetí největší podčeledí, zahrnují něco přes 10 % druhového bohatství hvězdnicovitých. V české květeně se z této skupiny rostlin vyskytují zástupci 15 rodů.

## Charakteristika
Patří sem obvykle jednoleté i vytrvalé byliny (často dvouletky), méně často polokeře a keře, vzácně též stromy. V pletivech většinou neobsahují mléčnice. V úboru jsou pouze trubkovité květy, které bývají často po okrajích zvětšené. Plodem jsou nažky s chmýrem nebo bez chmýru. Mnozí zástupci mají výrazně členěné listy a na nich či na zákrovních listenech často vyvinuty pichlavé ostny.
Podčeleď je rozšířena víceméně kosmopolitně, především ale ve Starém světě, s těžištěm v oblasti Středomoří a jihozápadní Asie. Nejpočetnější rody jsou chrpa (Centaurea, asi 695 druhů), Cousinia (655 druhů), chrpovník (Saussurea, 300), pcháč (Cirsium, 250) a sinokvět (Jurinea, 200 druhů). Stáří této skupiny je odhadováno na 34–42 milionů let, což odpovídá vzniku v období středních třetihor (eocén až oligocén).

## Systematika a vybraní zástupci
Taxonomické pojetí se časem proměňovalo: někdy byly bodlákové rostliny považovány i za samostatnou čeleď. Vnitřní dělení je v současnosti nejčastěji do čtyř tribů, v minulosti jich bylo rozlišováno až 10.
Tribus Cynareae (syn. Cardueae): největší tribus, zahrnuje asi 90 % všech zástupců podčeledi.
- Subtribus Cardopatiinae: Cardopatium
- Subtribus Carduinae: bodlák (Carduus), lopuch (Arctium), pcháč (Cirsium), berardie (Berardia), artyčok (Cynara), sinokvět (Jurinea), ostropes (Onopordum), chrpovník (Saussurea), ostropestřec (Silybum), suchokvět (Xeranthemum), bodlákovec (Galactites), drusták (Picnomon), bodlinatec (Ptilostemon), Staehelina, Amphoricarpos, Cousinia
- Subtribus Carlininae: pupava (Carlina), bádel (Atractylis)
- Subtribus Centaureinae: chrpa (Centaurea), chrpinec (Psephellus), chrpinka (Crupina), světlice (Carthamus), parcha / chrpec (Rhaponticum), srpovník (Klasea), srpice (Serratula), hispanka (Mantisalca), pinarcha (Plectocephalus), Rhaponticoides
- Subtribus Echinopsidinae: bělotrn (Echinops), Acantholepis

Tribus Dicomeae: 7 rodů, Afrika a Madagaskar
- Dicoma, Maclenium, Pleiotaxis ad.

Tribus Tarchonantheae: 3 rody, Afrika a Madagaskar
- Brachylaena, Tarchonanthus

Tribus Oldenburgieae:
- jediný rod Oldenburgia – keře a stromy v Kapské oblasti

## Galerie

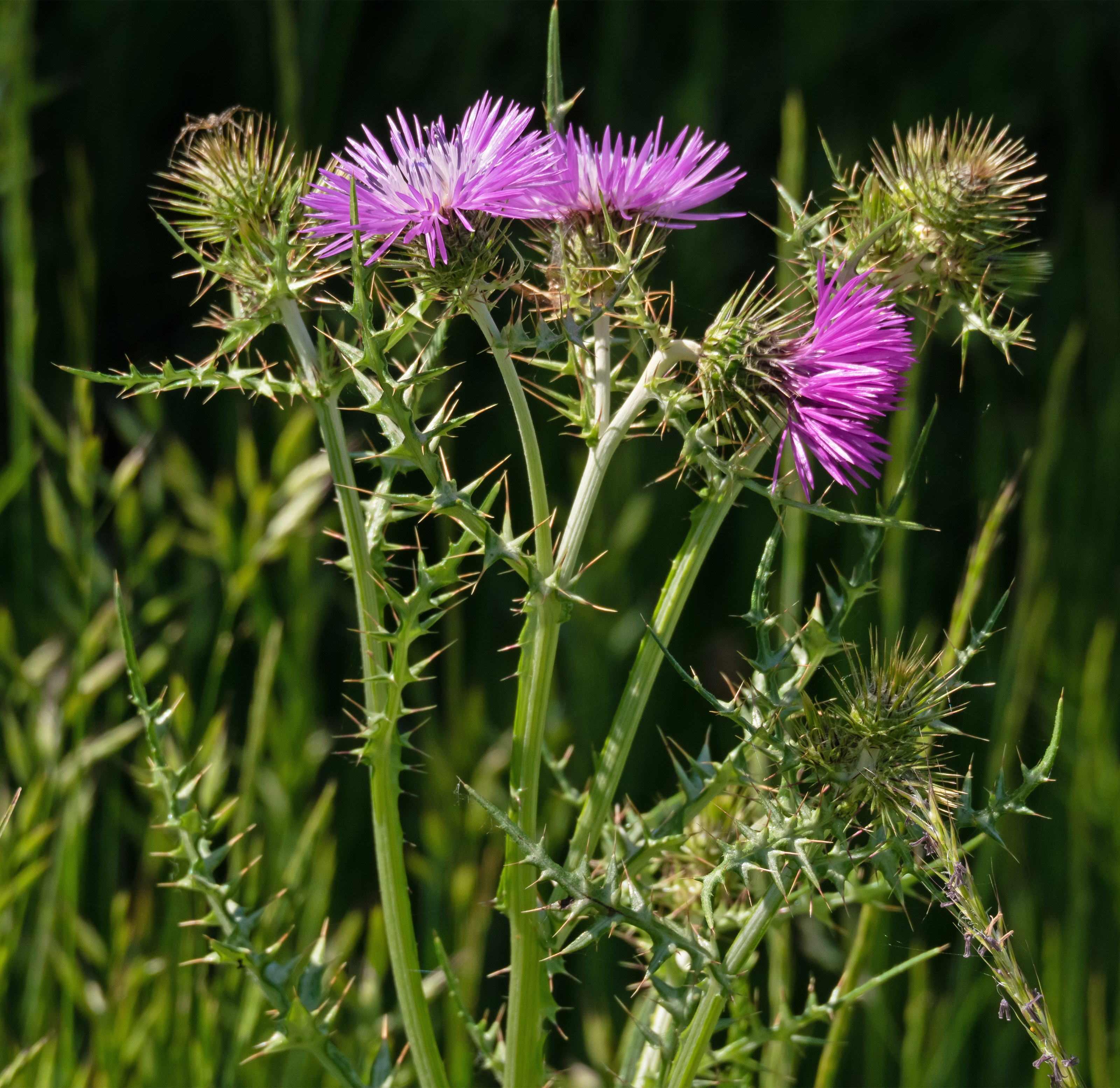
Bodlákovec skvrnitý (Galactites tomentosus)
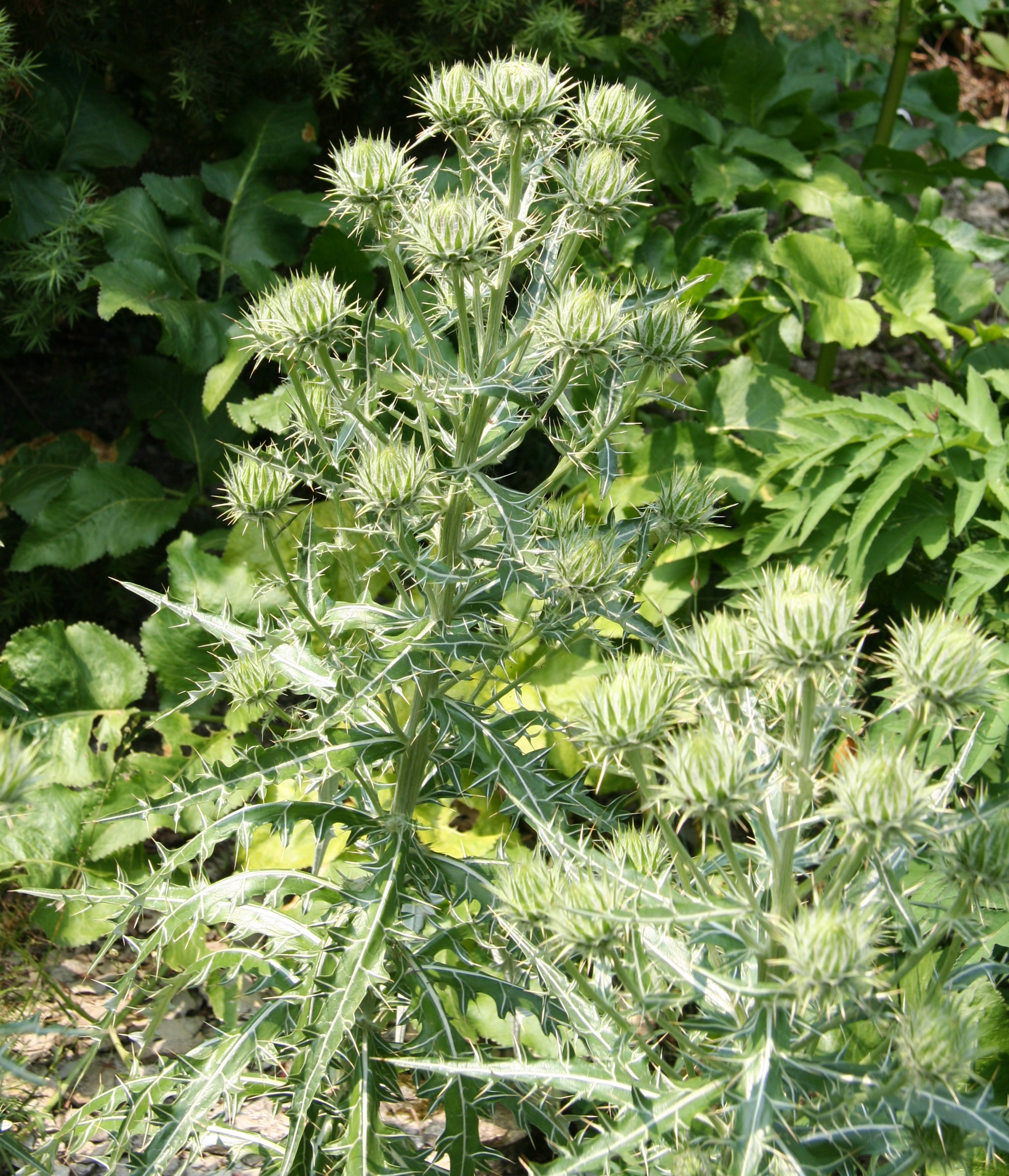
Bodlinatec (Ptilostemon afer)
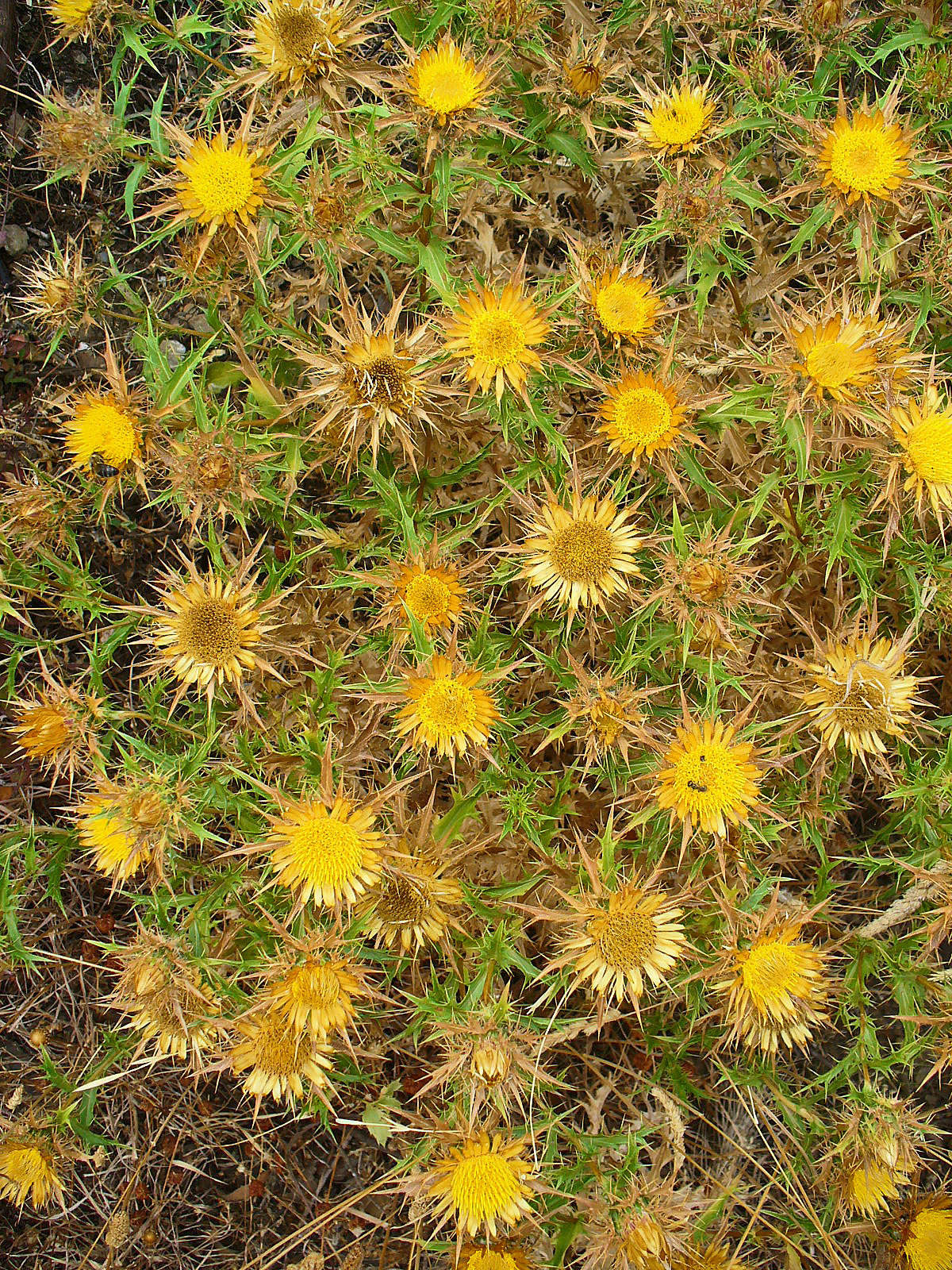
Pupava vrcholičnatá (Carlina corymbosa)
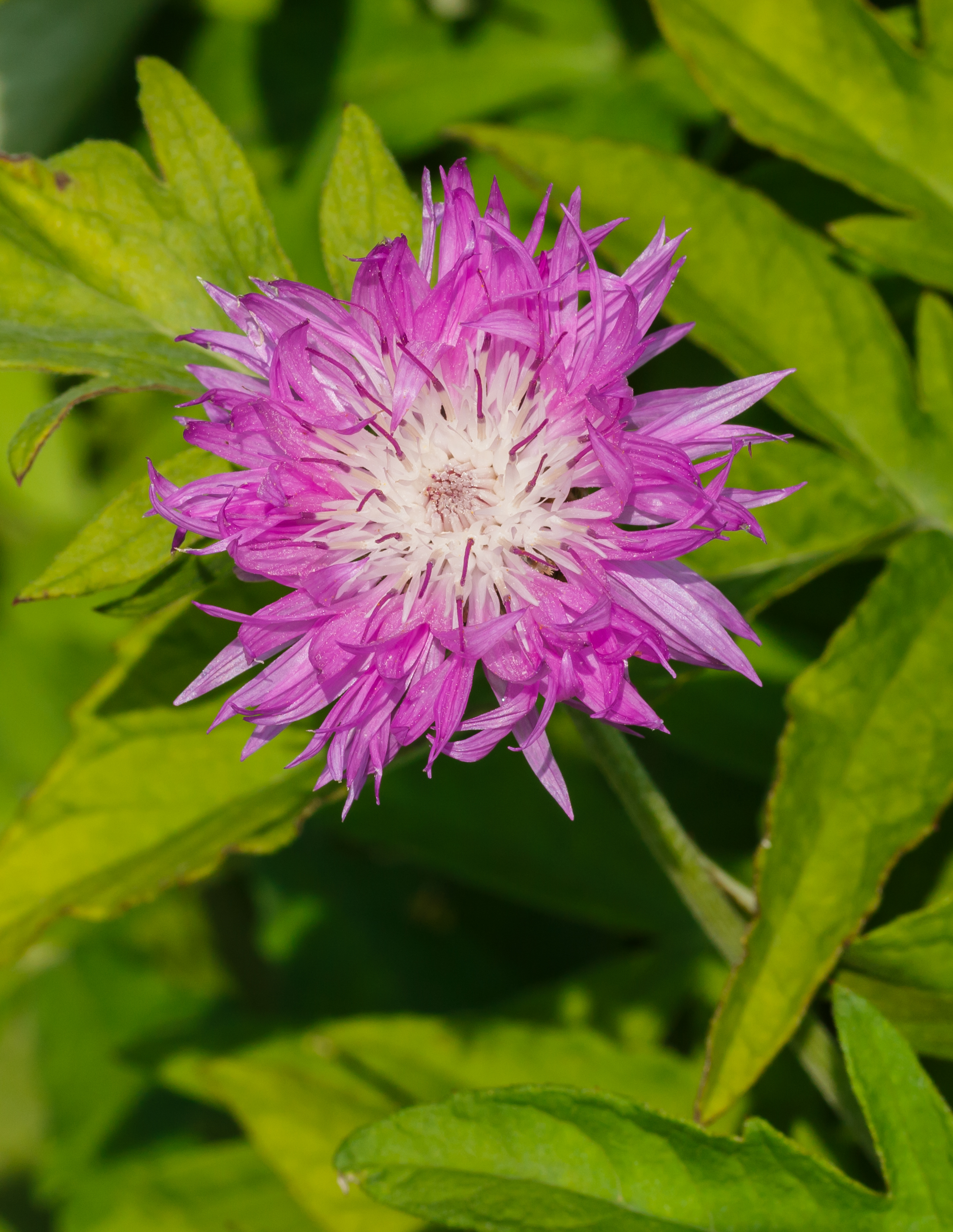
Chrpa (Centaurea dealbata)
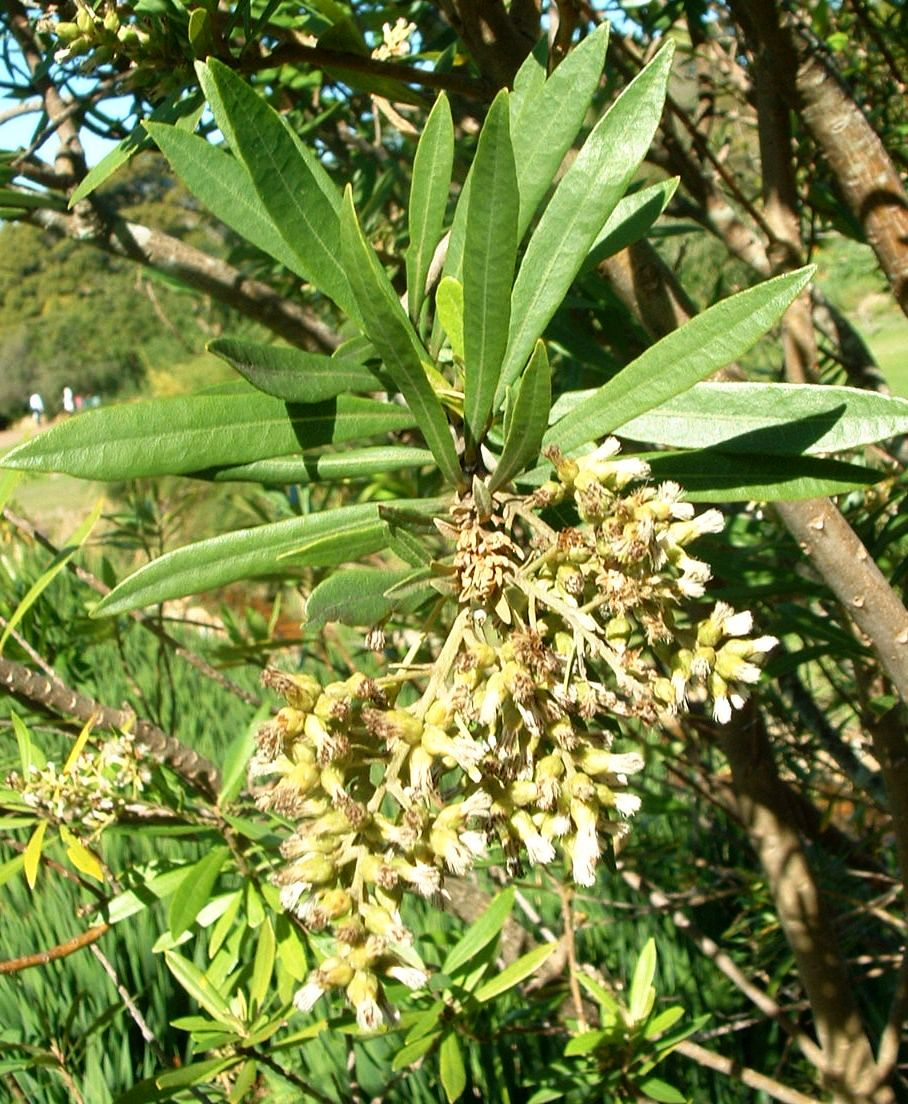
Stromovitý zástupce Brachylaena neriifolia
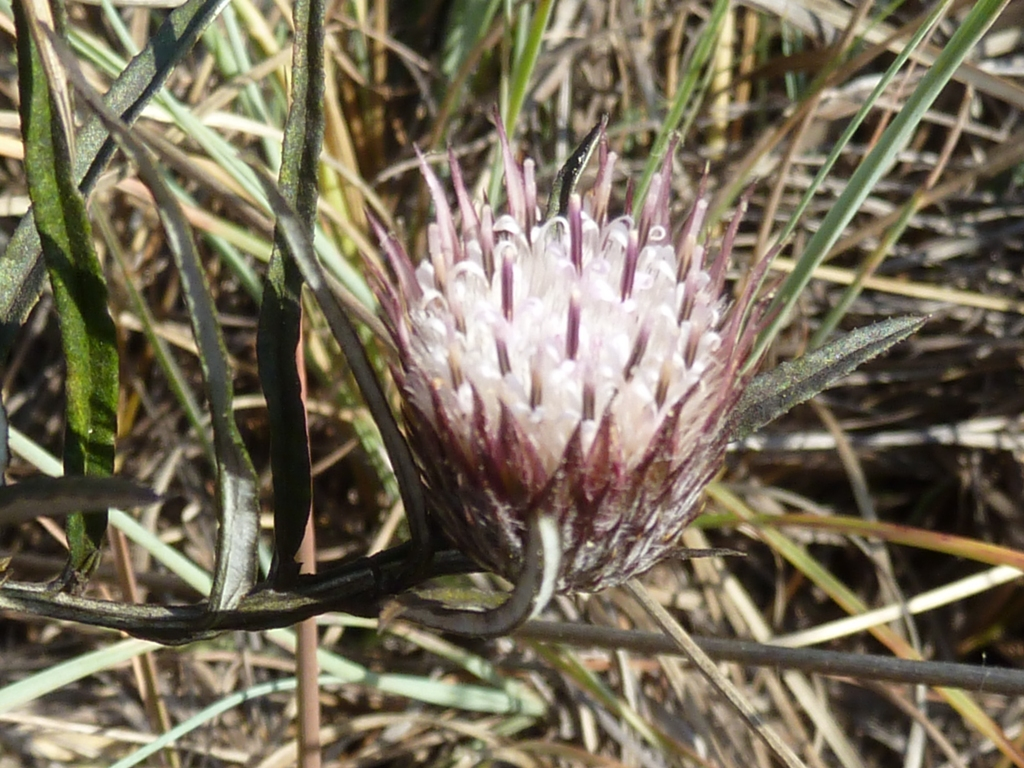
Dicoma anomala
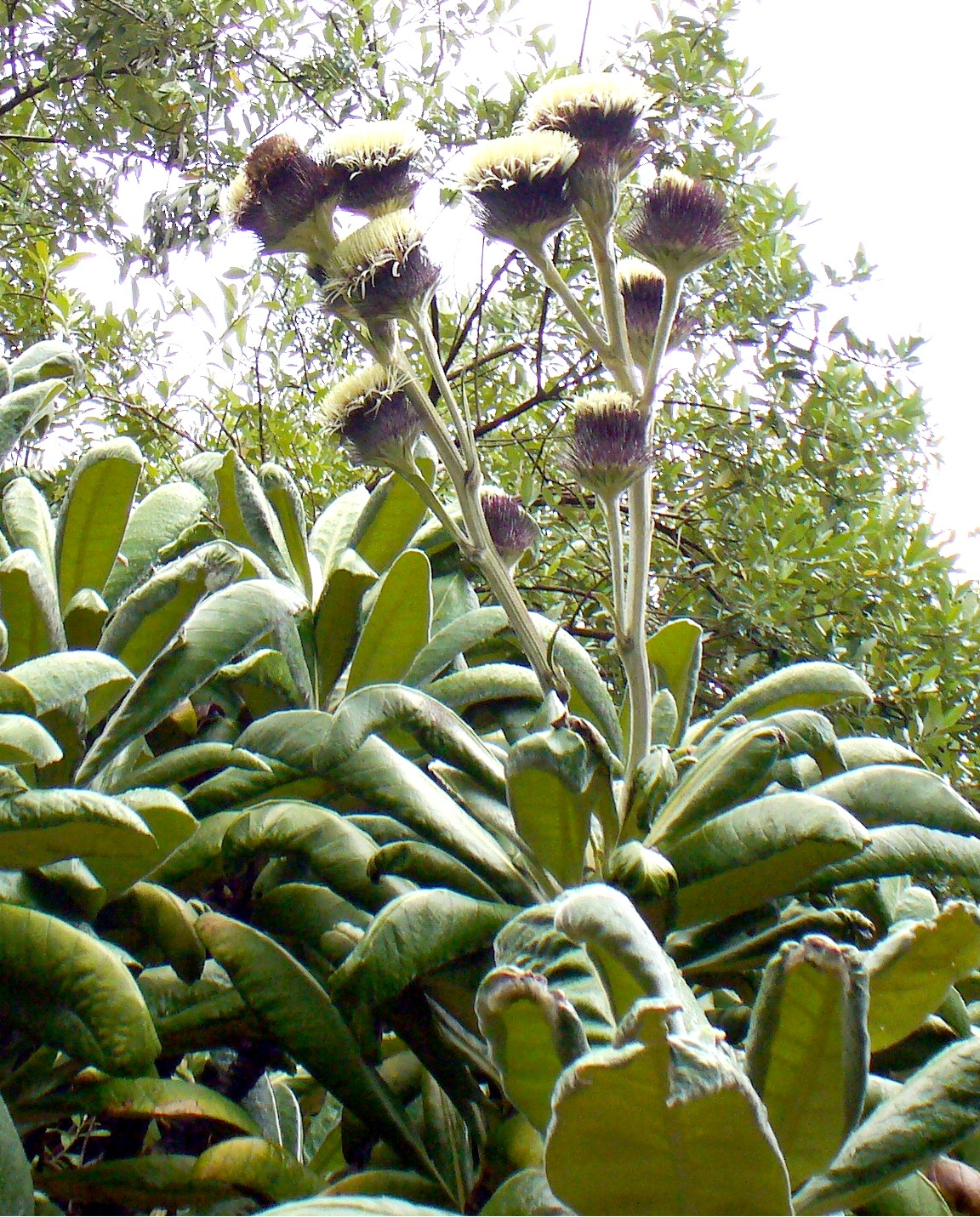
Oldenburgia grandis

## Význam
S výjimkou několika málo léčivých (ostropestřec, lopuch, pupava, parcha saflorovitá) nebo užitkových (artyčoky, světlice barvířská) rostlin se nejedná o ekonomicky příliš významnou skupinu rostlin. Některé druhy chrp nebo bělotrnu jsou pěstovány jako okrasné.